# Zethus thoracicus
Zethus thoracicus är en stekelart som beskrevs av Fox 1899. Zethus thoracicus ingår i släktet Zethus och familjen Eumenidae. Inga underarter finns listade i Catalogue of Life.